# Egypt (Pensilvania)
Egypt es un área no incorporada ubicada en el condado de Lehigh en el estado estadounidense de Pensilvania. Egypt se encuentra ubicada dentro del municipio de Whitehall.

## Geografía
Egypt se encuentra ubicada en las coordenadas 40°40′48″N 75°31′48″O / 40.68000, -75.53000.